# Муткенова
Муткенова (каз. Мүткенов, до 1990 года — Мулявское) — село в Актогайском районе Павлодарской области Казахстана. Административный центр Муткеновского сельского округа. Код КАТО — 553249100. Находится в 22 км к югу от районного центра — села Актогай и в 94 км к северо-западу от областного центра города Павлодара. Около села проходит трасса республиканского значения Павлодар—Иртышск.

## История
Село было основано в 1909 году братьями-переселенцами Мулявко, в честь которых получило своё название Мулявское. Село было центральной усадьбой мясо-молочного совхоза имени Чкалова, организованного в 1932 году.
В 8 км от села находится мавзолей Естая Беркимбаева (1974—1946) — народного певца, акына и композитора.
В селе родился Герой Советского Союза Серикбай Муткенов (1913—1944), в честь которого село было переименовано в 1990 году.

## Население
В 1985 году в селе жили 1149 человек, 1999 году население села составляло 1226 человек (610 мужчин и 616 женщин). По данным переписи 2009 года, в селе проживали 1054 человека (511 мужчин и 543 женщины).